# 趙愛兒
赵爱儿（?—?），东汉末年渔阳郡（今北京市密云区西南）人，她的记载多见于道教书经。
赵爱儿是幽州刺史刘虞别驾赵该之姐，《灵飞经》说她是赵该之妻。相传赵爱儿喜欢道术，后来学会了尸解，精诚真人授给她灵飞六甲之道。後来赵爱儿受符，居住在东华方诸台。和赵爱儿一起习得灵飞六甲之道的还有郭芍药、王鲁连。郭芍药是汉朝度辽将军阳平郭骞之女，王鲁连（一作王鲁），是魏明帝城门校尉，范陵王伯纲之女。